# Trattoria

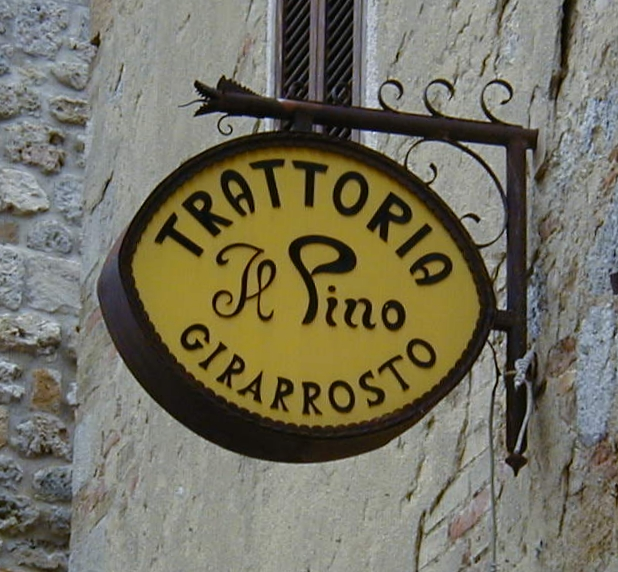
Senyal d'una trattoria a la Toscana

Una trattoria (pronunciat en italià trattoˈria) és un establiment popular propi d'Itàlia talment com un restaurant, menys formal del que es coneix com a ristorante, però més formal que una osteria.
Tradicionalment no s'hi troben cartes impreses de menú, el servei és informal, el vi es pot servir en garrafa en comptes de deixar a la taula una ampolla sense obrir. Els preus acostumen a ser baixos, el menjar pot ser prou abundant i essencialment basat en receptes locals i del país.
Cal dir que el patró anterior cada cop se segueix amb menys fidelitat, i les trattories han anat adoptant moltes de les formalitats pròpies dels restaurants, intentant conservar alhora l'ambient original. Això és especialment veritat en els comerços que utilitzen aquesta denominació a l'estranger.
En algunes trattories també es pot comprar menjar per a emportar-se. El terme, de fet, estaria connectat amb el mot francès traiteur, que fa referència a un restaurador del sector de servei d'àpats.